# (36777) 2000 RP104
2000 RP104 (asteroide 36777) é um asteroide da cintura principal. Possui uma excentricidade de 0.10849550 e uma inclinação de 12.36443º.
Este asteroide foi descoberto no dia 6 de setembro de 2000 por LINEAR em Socorro.